# Aero A.304
O A.304 foi um bombardeiro eslovaco que realizou seu primeiro voo em 1937. Originalmente desenvolvido para aviação comercial, como A.204, mas sem compradores para o modelo a empresa teve que militarizar o modelo e oferece-lo para Força Aérea da Tchecoslováquia. Ele foi exportado também para a Bulgária onde ficou conhecido como "Pelikan"

## Operadores
Alemanhasta
- Luftwaffe

 Bulgária
- Força Aérea da Bulgária (uma unidade em serviço)

 Eslováquia
- Força Aérea da Eslováquia (1939-1945)

 Tchecoslováquia
- Força Aérea da Tchecoslováquia